# Руська трійця
«Руська трійця» — галицьке літературне угруповання, очолюване Маркіяном Шашкевичем, Яковом Головацьким та Іваном Вагилевичем, що з кінця 1820-х років розпочало на західно-українських землях національно-культурне відродження (1833–1837 роки).

## Характеристика
Породжене в добу романтизму, воно мало виразний слов'янофільський і будительсько-демократичний характер. Учасники його вживали виключно слов'янські імена (Шашкевич — Руслан, Вагилевич — Далібор, Головацький — Ярослав, його брат Іван — Богдан, Ількевич — Мирослав тощо). Його девізом були слова, що їх Шашкевич вписав до спільного альбому: «Світи, зоре, на все поле, поки місяць зійде».
Члени «Руської трійці» «ходили в народ», записували народні пісні, оповіді, приказки та вислови. Гуртківці бачили свою мету в збиранні фольклору, поширенні освіти, доступних науково-популярних праць, написанні та виданні близьких народові творів. Усе це робилося задля високої ідеї національного відродження в Галичині. Цікаву подорож Галичиною та Буковиною здійснив Яків Головацький. Закарпаттям подорожував І. Вагилевич, який проводив агітаційну роботу серед селян, закликаючи їх боротися за свої права. За це його заарештували та заборонили з'являтися на Закарпатті.
Навколо «Руської трійці» об'єднувалася молодь, що прагнула працювати для добра свого народу. Деякі її члени (М. Ількевич, М. Кульчицький та ін.) тримали зв'язок з польським революційним підпіллям. Збираючи усну народну творчість, вивчаючи історію рідного народу, перекладаючи твори слов'янських будителів та пишучи власні літературні й наукові твори, учасники угруповання твердили, що русини Галичини, Буковини й Закарпаття є частиною українського народу, який має свою історію, мову та культуру.
Діяльність «Руської трійці», викликана як соціально-національним поневоленням українців в Австрійській Імперії, так і пробудженням інших слов'янських народів, переступила межі вузького культурництва. Особливу пошану членів літературного угруповання мала поема «Енеїда» Івана Котляревського, фольклорні збірки Михайла Максимовича й Ізмаїла Срезневського, граматика Олексія Павловського, а також твори харківських романтиків.
Захоплені народною творчістю та героїчним минулим українців і перебуваючи під впливом творів передових слов'янських діячів, «трійчани» укладають першу рукописну збірку поезії «Син Русі» (1833).
У 1834 році «Руська трійця» робить спробу видати фольклорно-літературну збірку «Зоря», в якій збиралися надрукувати народні пісні, твори членів гурту, матеріали, що засуджували іноземне гноблення і прославляли героїчну боротьбу українців за своє визволення. Проте цензура заборонила її публікацію, а упорядників збірки поліція взяла під пильний нагляд.
Істотною заслугою «Руської трійці» було видання альманаху «Русалка Дністровая», Будин (нині Будапешт, 1837 р.), що, замість язичія, впровадила в Галичині живу народну мову, розпочавши там нову українську літературу. Вступне слово М. Шашкевича до альманаху було своєрідним маніфестом культурного відродження західноукраїнських земель. Ідея слов'янської взаємності, що нею пройнята «Русалка Дністрова», споріднює її з Колларовою поемою «Slavy dcera» або «Донька Слави» (1824), яка значною мірою інспірувала діяльність «Руської трійці». Вплив на постання «Руської трійці» мав і чеський славіст Ян Коубек.
Альманах «Русалка Дністровая» австрійський уряд заборонив. Лише 200 із 1000 примірників упорядники встигли продати, подарувати друзям і зберегти для себе, решту було конфісковано.
Гурток «Руська трійця» припинив свою діяльність 1843 року по смерті М. Шашкевича.

## Вшанування пам'яті
- 1 січня 2012 року в Івано-Франківську відкрили перший в світі пам'ятник Руській Трійці (скульптор Володимир Довбенюк)[3].
- 30 липня 2015 року в тому ж Івано-Франківську сквер, де стоїть цей пам'ятник, перейменували на Сквер імені Руської Трійці, а також у місті Івано-Франківськ на пошану Маркіяна Шашкевича та Івана Вагилевича названо вулиці.